# Gold Panda
Derwin Schlecker, mer känd under artistnamnet Gold Panda, är en brittisk musiker. Han släppte sitt debutalbum Lucky Shiner år 2010 på Ghostly International.

## Diskografi
En lista över Gold Pandas utgivningar med skivbolag inom parentes.

### Studioalbum
- 2010 – Lucky Shiner (Notown/Ghostly International)
- 2011 – Companion (Notown/Ghostly International)
- 2013 – Half of Where You Live (Notown/Ghostly International)
- 2016 – Good Luck and Do Your Best (City Slang)
- 2019 – Jag Tracks (som DJ Jenifa, självutgiven)
- 2022 – The Work (City Slang)

### Singlar
- 2009 – "Quitter's Raga" (Make Mine)
- 2009 – "An Iceberg Hurled Northward Through Clouds" (Studio !K7)

### EP-skivor
- 2009 – Miyamae EP (Various Production)
- 2009 – Before (Självutgiven cd-r)
- 2010 – You EP (Ghostly)
- 2010 – Snow and Taxis EP (Ghostly)
- 2011 – Marriage EP (Ghostly)

### Samlingar
- 2011 – Companion (Ghostly)
- 2011 – Gold Panda DJ-Kicks (Studio !K7)